# Elachiptera melaena
Elachiptera melaena är en tvåvingeart som först beskrevs av Becker 1912.  Elachiptera melaena ingår i släktet Elachiptera och familjen fritflugor. Inga underarter finns listade i Catalogue of Life.